# Idol on Quiz
Idol on Quiz (tiếng Hàn: 퀴즈 위의 아이돌) là một chương trình truyền hình Hàn Quốc phát sóng trên đài KBS2, do Jung Hyung-don và Jang Sung-kyu dẫn chương trình. Chương trình phát sóng vào lúc 20:30 thứ Hai hàng tuần (KST) bắt đầu từ ngày 20/7/2020.

## Tổng quát
Là một chương trình nơi các thần tượng K-pop toàn cầu tham gia với các câu đố khác nhau.
Trong mỗi tập, khách mời ở hai đội và ba vòng thi đố vui được tổ chức. Đội có nhiều điểm tích lũy hơn sẽ chiến thắng và số tiền thưởng sẽ được tặng dưới tên của đội chiến thắng cho chương trình hỗ trợ những người bên ngoài Hàn Quốc được học tiếng Hàn và văn hóa Hàn Quốc. 
| Vòng        | Tên câu đố                      | Mô tả |
| ----------- | ------------------------------- | --- |
| 1           | Thần tượng trên tốc độ          | - Bài kiểm tra tốc độ 20 câu hỏi trong thời gian giới hạn với người dẫn chương trình, bài kiểm tra kết thúc khi nhân vật được bắt kịp (hoặc khi tất cả 20 câu hỏi được trả lời thành công) - Có 3 vòng chơi - Vòng 1: MC giải thích cho đội của họ - Vòng 2 (và 3): Một thành viên của đội giải thích cho các thành viên còn lại và một cơ hội MC có thể được sử dụng |
| 2           | Phụ âm trên thần tượng          | - Câu đố về phụ âm tồn tại - 8 thí sinh → 6 → 4 → 3 → 2 → 1 người chiến thắng cuối cùng |
| 3           | Câu trả lời đúng của thần tượng | - Tìm các từ khóa chính xác (chỉ có 16/17 trong số 20 từ khóa tồn tại) - Điểm chỉ được cộng cho người thách đấu đầu tiên từ mỗi đội; nếu thất bại, có thể tiếp tục thử thách nhưng sẽ không được tính điểm - Nếu người thách đấu từ một đội không chọn sai từ khóa trong suốt trò chơi, tổng số điểm của đội đó kiếm được từ vòng đó sẽ được nhân đôi                 |
| Phần thưởng | Dance Recipe                    | - Năm cấp độ mô tả chi tiết, từng bước của điệu nhảy được thể hiện - Ở bất kỳ cấp độ nào, một thí sinh có thể cố gắng trả lời đúng tên bài hát, ca sĩ của bài hát đó và thực hiện động tác nhảy - Giải thưởng, không phải điểm, sẽ được trao trong vòng này |

## Các tập (2020)
- Trong các xếp hạng bên dưới, lượt xếp hạng cao nhất của chương trình là màu đỏ và lượt xếp hạng thấp nhất của chương trình là màu xanh biển.

| Ep. | Broadcast Date | Guest(s) | Guest(s) | Winner (Final Score) | Ratings (AGB Nielsen Korea) (Nationwide) |
| Ep. | Broadcast Date | Led by Jang Sung-kyu                                                                                        | Led by Jung Hyung-don                                                                                       | Winner (Final Score) | Ratings (AGB Nielsen Korea) (Nationwide) |
| --- | -------------- | --- | --- | -------------------- | ---------------------------------------- |
| 1   | July 20        | Good Boys Seventeen (Joshua, Jun, Hoshi, DK)                                                                | Oath of the Peach Garden Seventeen (The8, Seungkwan, Vernon, Dino)                                          | Good Boys (350:210)  | 1.6%                                     |
| 2   | July 27        | PentaB BtoB (Seo Eun-kwang, Peniel), Pentagon (Yuto, Kino)                                                  | Cube Girl CLC (Sorn, Jang Ye-eun), (G)I-DLE (Soojin, Yuqi)                                                  | No Winner (150:150)  | 1.3%                                     |
| 3   | August 3       | Stray Kids (Bang Chan, Lee Know, Hyunjin, Felix)                                                            | The Boyz (Jacob, Juyeon, Kevin, New)                                                                        | Stray Kids (180:80)  | 0.9%                                     |
| 4   | August 10      | Oh My Girl (Hyojung, Mimi, Seunghee, Binnie)                                                                | GFriend (Yerin, Eunha, Yuju, Umji)                                                                          | Oh My Girl (130:80)  | 1.7%                                     |
| 5   | August 17      | TBA Apink (Yoon Bo-mi, Oh Ha-young), Victon (Choi Byung-chan, Jung Su-bin)                                  | TBA Apink (Jung Eun-ji, Kim Nam-joo), Weeekly (Lee Soo-jin, Jihan)                                          | TBA                  | %                                        |
| 6   | August 24      | Lovelyz (Lee Mi-joo, Kei, Ryu Su-jeong, Jeong Ye-in), April (Kim Chae-won, Lee Na-eun, Rachel, Lee Jin-sol) | Lovelyz (Lee Mi-joo, Kei, Ryu Su-jeong, Jeong Ye-in), April (Kim Chae-won, Lee Na-eun, Rachel, Lee Jin-sol) | TBA                  | %                                        |
| TBA | TBA            | Monsta X, SF9                                                                                               | Monsta X, SF9                                                                                               | TBA                  | %                                        |